# جيد فوريت
جيد فوريت (مواليد 26 سبتمبر 1990) عارضة أزياء بلجيكية لعائله تعود جذور إلى فرنسا. ظهرت في فيلم دون ترك أي أثر (2010). وهي زوجة رجل الأعمال الفرنسي أرنو لاغاردير.

## روابط خارجية
- جيد فوريت على موقع IMDb (الإنجليزية)